# 22874 Haydeephelps
22874 Haydeephelps (1999 RO197) là một tiểu hành tinh vành đai chính được phát hiện ngày 8 tháng 9 năm 1999 bởi Nhóm nghiên cứu tiểu hành tinh gần Trái Đất phòng thí nghiệm Lincoln ở Socorro.